# حديقة ناهويل هوباي الوطنية

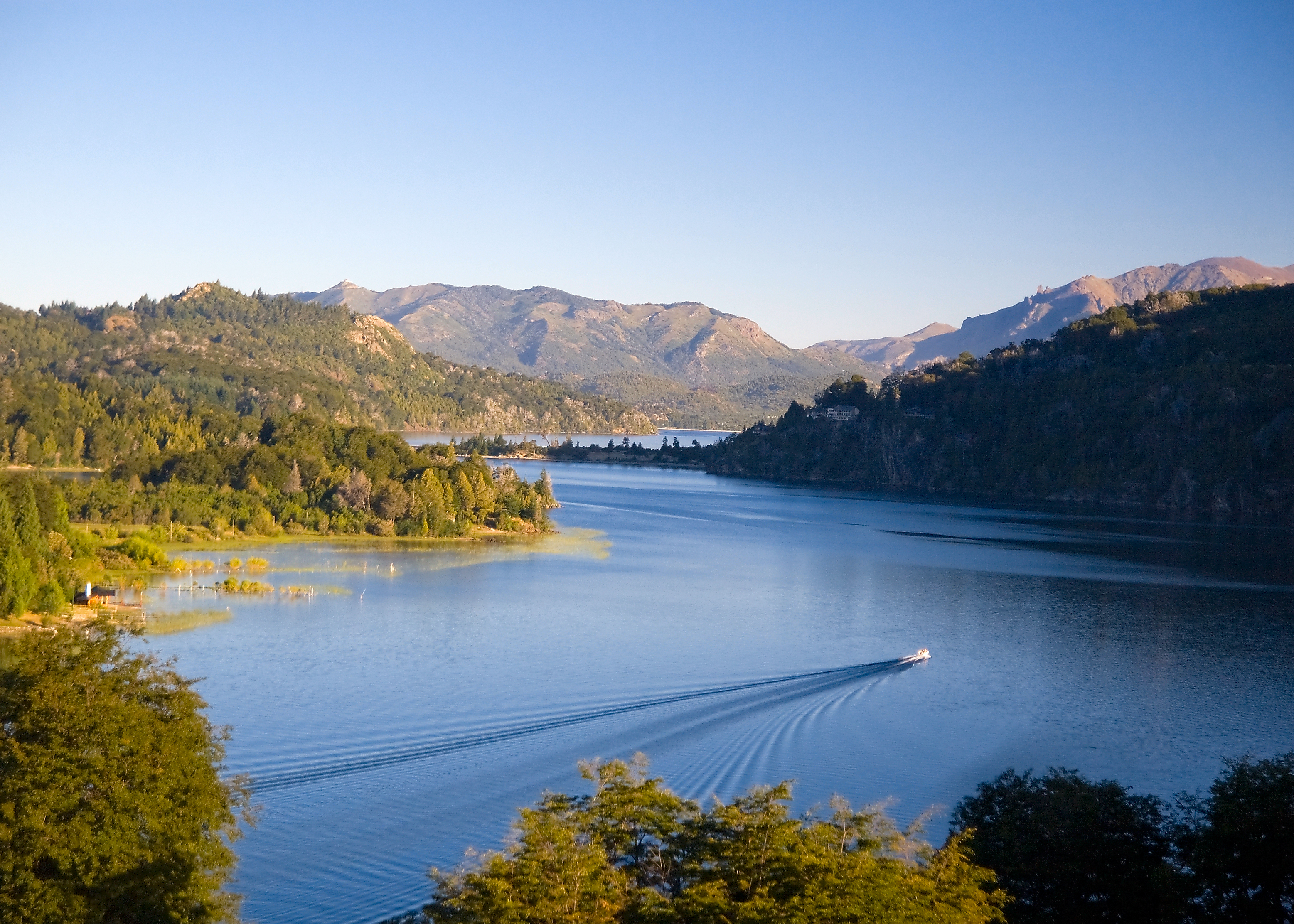
حديقة ناهويل هوباي الوطنية.

خريطة الحديقة، وتظهر في وسطها باللون الأزرق بحيرة ناهويل هوباي التي تطوقها الحديقة والتي سميت نسبة إليها.

حديقة ناهويل هوباي الوطنية هي أقدم حديقة وطنية في الأرجنتين، حيث تأسست في سنة 1934. تطوق الحديقة بحيرة نهاويل هوباي، وتقع عند سفوح جبال باتاغونيا والأنديز. وهي أكبر حديقة وطنية في المنطقة، إذ تبلغ مساحتها 7,050 كم²، أي ما يعادل مليوني آكر تقريباً. بيئة الحديقة جزء من بيئة المنطقة البتاغونية الأنديزية الشمالية، حيث تتألف من ثلاثة مناطق بيئية أساسية، هي: الألتونودية (التي تسود فيها ثلوج دائمة فوق ارتفاع 1,600 متر) والأنديباتاغونية (عند السفوح السفلية للتلال) وصحراء بطجونيان. كما أنها تمثل جزءاً صغيراً من الغابة الفالديفانية المطيرة.
تقع الحديقة والمحمية على ارتفاع 720 إلى 3,574 متر عن مستوى البحر، وتصنف ضمن تصانيف إدارة المحميات الطبيعية عند الاتحاد العالمي للحفاظ على الطبيعة كحديقة وطنية من الدرجة الثانية ومحمية من الدرجة الخامسة. والفرق بين الاثنتين أن الحديقة هي منطقة محمية بالكامل، فيما أن المحمية هي منطقة محمية جزئياً. تقع أغلب الحديقة ضمن سلسلة جبال الأنديز المرتفعة، وتنتشر فيها البحيرات والأنهار والشلالات والقمم الجليدية والمثالج والغابات الكبيرة. وهي تحد دولة تشيلي من جهة الغرب.

## أصل التسمية
اشتق اسم الحديقة من اسم الحديقة التي تطوقها، والمسماة «ناهويل هوباي». إذ تعني كلمة «نهاويل» في اللغة المابوتشية "جغور"، فيما أن كلمة «هوباي» تعني «جزيرة»، أي «جزيرة الجغور».

## التاريخ
يرتبط أول اكتشاف لنهاويل هوباي من طرف المستوطنين الأوروبيين بأسطورة أمريكا الجنوبية التاريخية "Ciudad de Los Cesares" والمستوطنين اليسوعيين الأوائل.
تبرع المستكشف والأكاديمي الأرجنتيني بيريتو مورينو في سنة 1903 بحوالي 75 كيلومتر مربع من أراض له إلى الحكومة الفيدرالية في البلاد. وقد أفاد مرسوم صدر في الأول من فبراير سنة 1909 بأن تلك الأراضي تحتاج إلى حماية، غير أن حديقة نهاويل هوباي الوطنية وحديقة إغوازو الوطنية لم تتأسَّسا في المنطقة حتى التاسع من أكتوبر سنة 1934. وقد شهدت سنة 1935 السنة الأولى من تاريخ الحديقة إصدار عدة قوانين أثرت على الحديقة، مثل قوانين تتعلق برياضة صيد السمك ومعايير صرف مياه الشرب الصحي وإصدار تصاريح تجارية، كما أن المنطقة فتحت لمتسلقي الجبال بعد تأسيس الحديقة، وسمح فيها بعدد من النشاطات التفاعلية الأخرى.